# Resolució 1143 del Consell de Seguretat de les Nacions Unides
La Resolució 1143 del Consell de Seguretat de les Nacions Unides fou adoptada per unanimitat el 4 de desembre de 1997. Després de recordar totes les anteriors resolucions sobre Iraq, incloses les resolucions 986 (1995), 1111 (1997) i 1129 (1997) referides al Programa Petroli per Aliments, el Consell, d'acord amb el Capítol VII de la Carta de les Nacions Unides, va ampliar les disposicions sobre les necessitats humanitàries del poble iraquià.
El Consell de Seguretat era convençut de la necessitat d'una ajuda temporal per a proporcionar assistència humanitària al poble iraquià fins al compliment de les resolucions del Consell de Seguretat pel govern del Iraq, especialment la Resolució 687 (1991). Estava decidit a evitar un major deteriorament de la situació humanitària a l'Iraq i va acollir amb satisfacció la intenció del secretari general Kofi Annan de considerar maneres de satisfer millor les necessitats humanitàries del poble iraquià.
Actuant en virtut del Capítol VII, el Consell va decidir que el mecanisme mitjançant el qual les exportacions de petroli iraquians podrien finançar l'ajuda humanitària podria continuar durant uns altres 180 dies, a partir de les 0:01 EDT el 5 de desembre de 1997. A més, es va decidir que es fes una revisió 90 dies després de l'aprovació de la resolució actual, relativa a la seva implementació, inclosa la possibilitat d'ampliar-la.
Es va demanar al secretari general Kofi Annan que informés 90 dies i abans dels 180 dies després de l'aprovació de la resolució actual, sobre la base de l'observació del personal de les Nacions Unides a Iraq sobre si el govern iraquià havia distribuït medicaments, subministraments de salut, productes alimentaris i materials i subministraments per a necessitats civils essencials. Mentrestant, es va demanar al Comitè establert a la Resolució 661 (1991) que informés al Consell en els mateixos intervals que Kofi Annan sobre l'aplicació de les disposicions de la Resolució 986. Finalment, es va demanar al Secretari General que presentés un informe complementari sobre les formes de millorar el programa humanitari abans del 30 de gener de 1998.